# فرنسيسكو بريماتيتشيو
فرنسيسكو بريماتيتشيو (بالإيطالية: Francesco Primaticcio)‏ وهو رسام ومهندس معماري ونحات إيطالي ولد في يوم 30 أبريل 1504 في مدينة بولونية في إيطاليا، تعلم الرسم من جوليو رومانو في مانتوفا وثم انتقل إلى فرنسا، معظم لوحاته موجودة في متاحف فرنسا منها في قصر فونتينبلو حيث تتواجد رسومه هناك مع الرسام روسو فيورينتينو وتوفي في سنة 1570.

## روابط خارجية
- فرنسيسكو بريماتيتشيو على موقع الموسوعة البريطانية (الإنجليزية)